# 动漫艺术博物馆
动漫艺术博物馆（英語：Museum of Comic and Cartoon Art）是一間非牟利藝術機構，該館亦是一間位於美國紐約市專門展出漫畫、卡通以及其他形成的漫畫藝術。动漫艺术博物馆亦會贊助由學校等教育機構所舉辦的圖書活動，亦會舉辦工作坊。該館特別是知名於年度的漫畫活動，即首次於2012年舉辦的MoCCA節。

## 歷史
該館在2001年10月由Lawrence Klein所成立，位於紐約百老匯594號。
在2012年7月9日，宣佈由當日起將固定位置關閉直至解決資金問題。